# Shorty (lingerie)
Pour les articles homonymes, voir Garçonne.
Cet article possède un paronyme, voir Get Shorty.
 (janvier 2013).
Si vous disposez d'ouvrages ou d'articles de référence ou si vous connaissez des sites web de qualité traitant du thème abordé ici, merci de compléter l'article en donnant les références utiles à sa vérifiabilité et en les liant à la section « Notes et références ».

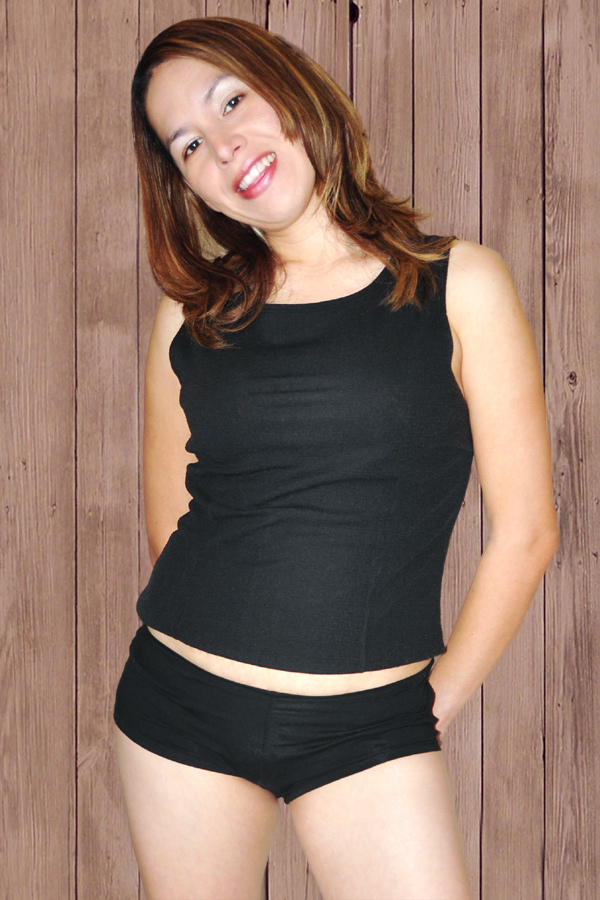
Femme en shorty.

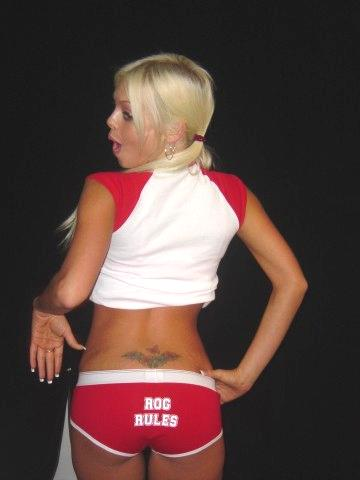
Quand le shorty sous-vêtement, devient vêtement : le skimpy short.

Un shorty, aussi appelé culotte garçonne ou garçonne au Canada, est un type de sous-vêtement (ou de maillot de bain) destiné à cacher le pubis. C'est un petit short très court, qui s'arrête juste au milieu des fesses, et non en dessous comme le boxer (qui les recouvre intégralement).
Si certains abus de langage poussent à confondre shorty et boxer, il s'agit bien de deux sous-vêtements distincts.
À la mode depuis les années 2010, le shorty a une connotation sexy car il ne cache les fesses qu'à moitié. Cet engouement s'expliquerait par l'évolution vestimentaire et l'apparition des pantalons taille basse, dont il s'accommode, puisqu'il se porte sur les hanches, et non pas à la taille. De plus, les shorty ont la réputation de pouvoir gommer les petits défauts du corps, notamment dans leur version shapewear.
Lorsque le shorty se rétrécit à l'arrière de façon à se porter comme un string ou un tanga, on parle alors d'un shorty string.[réf. nécessaire]